# Neoraimondia
Neoraimondia és un gènere de cactus de mida mitjana a grans i es troben en les zones seques al llarg de la costa del Perú i Bolívia.

## Descripció
És un cactus columnar que se ramifica des de la base i arriba a una alçada de fins a 15 metros. Les tiges verticals, generalment de color gris-verdós arriben a diàmetres de fins a 40 centímetres. Les seves 4-8 costelles estan molt separades. Les arèoles són grans, de forma rodona a oblonga, de color marró tomentós, espinoses i creixen durant molts anys. Tenen fins a 12 (o més) puntes i són flexibles i llargues fins a arribar als 25 centímetres. Les flors tenen forma d'embut, són rosades o de color crema. Els fruits són globulars amb espines curtes. Las llavors són negres i estan envoltades per un embolcall viscós.

## Taxonomia
Neoraimondia va ser descrit per Nathaniel Lord Britton i Joseph Nelson Rose i publicat a Cactaceae. Jahrbücher der Deutschen Kakteen-Gesellschaft 2: 181–182, f. 257-260, l'any 1920.
Etimologia
El gènere va ser nomenat en honor de l'explorador, naturalista i científic peruà nascut a Itàlia, Antonio Raimondi.
Sinonímia
Neocardenasia Backeb.

## Espècies
A partir de gener de 2023, Plants of the World Online va acceptar dues espècies:
- Neoraimondia arequipensis
- Neoraimondia herzogiana